# Pseudagapostemon huinca
Pseudagapostemon huinca är en biart som först beskrevs av Holmberg 1886.  Pseudagapostemon huinca ingår i släktet Pseudagapostemon och familjen vägbin. Inga underarter finns listade i Catalogue of Life.